# 忘れかけた季節
『山田パンダ Second アルバム 忘れかけた季節』（やまだパンダ セカンド アルバム わすれかけたきせつ）は、1976年10月5日にリリースされた山田パンダのセカンド・アルバム。

## 解説
先行シングルとして、既にリリースされていた吉田拓郎「落陽」のカバーを収録した、セカンド・アルバム。未CD化。

## 収録曲

### SIDE 1
1. 糸と針  –  （4分35秒）
  - 作詞：松本隆、作曲：山田つぐと、編曲：瀬尾一三
2. 小雨たそがれ  –  （3分49秒）
  - 作詞：杉紀彦、作曲：山田つぐと、編曲：瀬尾一三
3. 眼をとじて  –  （3分03秒）
  - 作詞・作曲：山田つぐと、編曲：吉川忠英
4. とまどい  –  （4分14秒）
  - 作詞・作曲：山田つぐと、編曲：瀬尾一三
5. コスモス  –  （3分52秒）
  - 作詞・作曲：山田つぐと、編曲：小笠原寛
6. 渡り鳥  –  （3分35秒）
  - 作詞：杉紀彦、作曲：山田つぐと、編曲：瀬尾一三

### SIDE 2
1. 夜汽車  –  （3分50秒）
  - 作詞：山田智秀、作曲：山田つぐと、編曲：瀬尾一三
2. あなた  –  （3分15秒）
  - 作詞・作曲：山田つぐと、編曲：小笠原寛
3. 淋しさの理由  –  （4分21秒）
  - 作詞：杉紀彦、作曲：山田つぐと、編曲：瀬尾一三
4. 落陽  –  （4分08秒）
  - 作詞：岡本おさみ、作曲：吉田拓郎、編曲：瀬尾一三
5. ほとほとと  –  （3分43秒）
  - 作詞：岡本おさみ、作曲：山田つぐと、編曲：吉川忠英
6. ゆりかご  –  （3分54秒）
  - 作詞：山田慧津子、作曲：山田つぐと、編曲：内山修

## 発売履歴
| 発売日        | 規格 | 規格品番 | 備考 |
| ------------- | ---- | -------- | ---- |
| 1976年10月5日 | LP   | GW-4024  |      |